# Hollywood Bowl

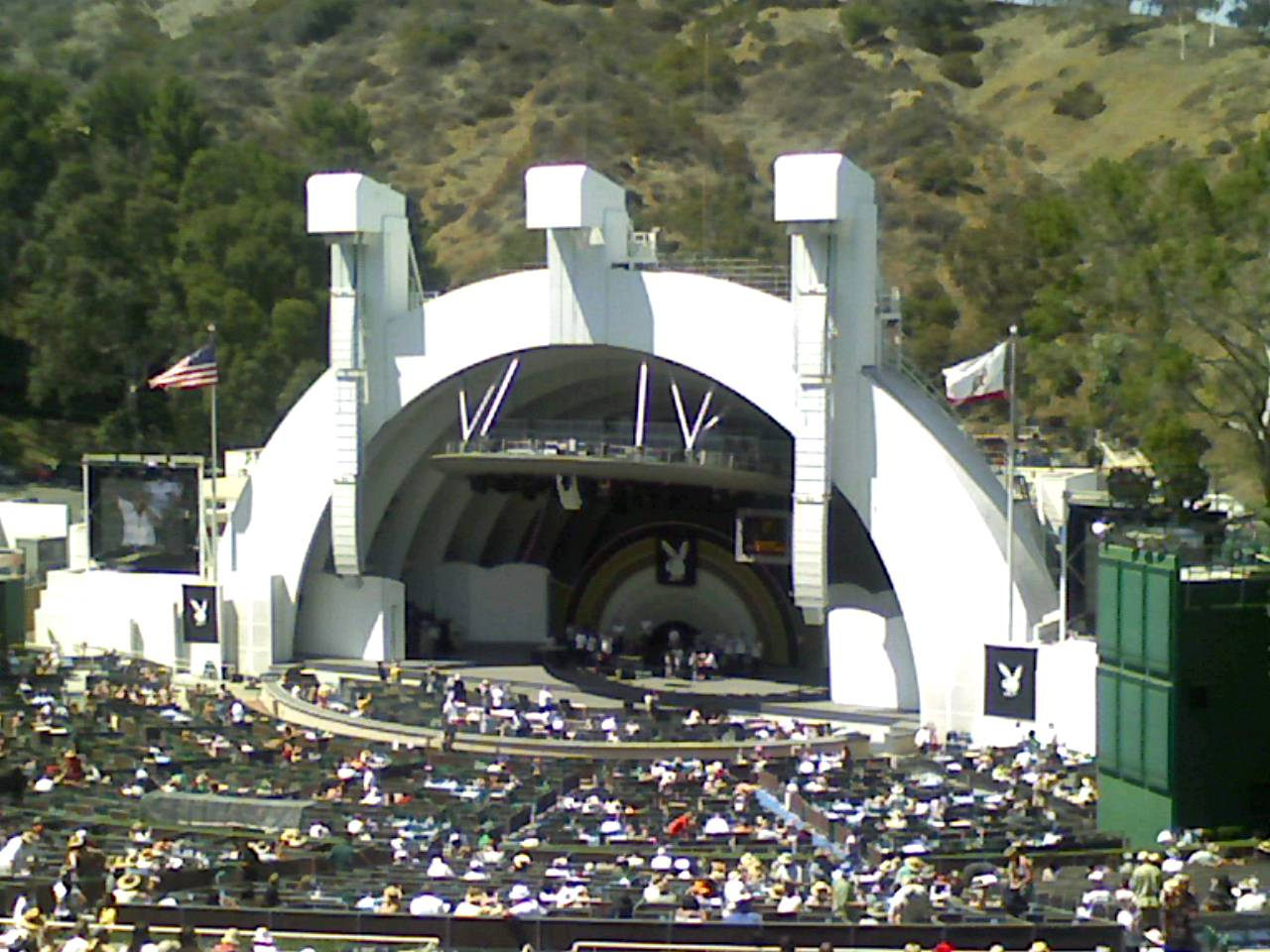
Playboy Jazz Festival sediado no Hollywood Bowl em 2007

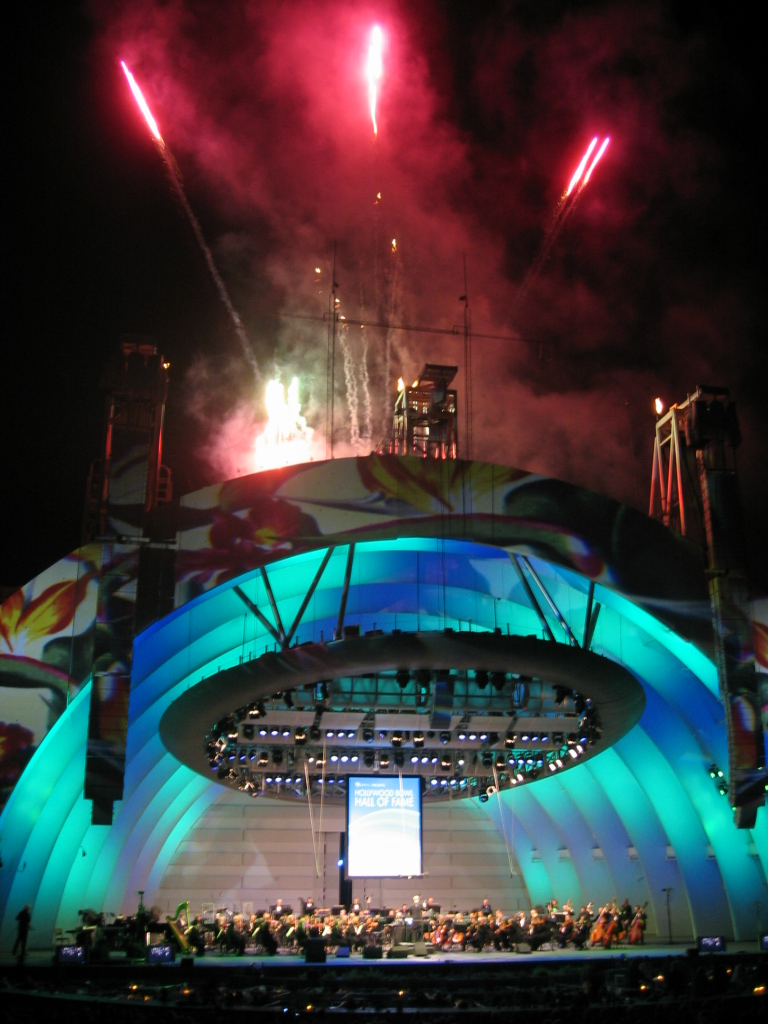
A noite de abertura do Hollywood Bowl em 2005

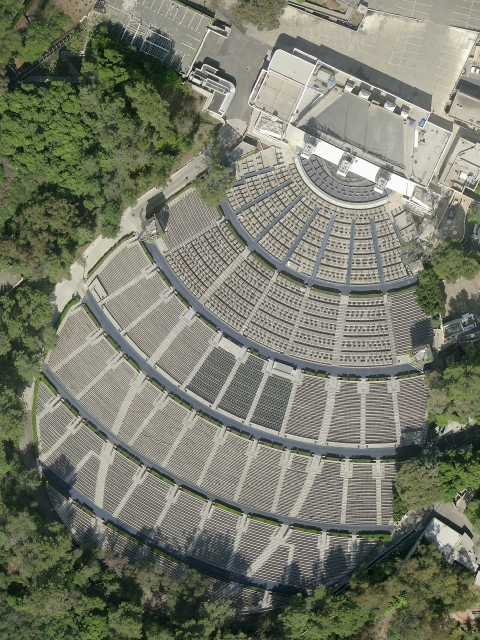
Imagem de satélite do Hollywood Bowl feita pelo USGS.

O Hollywood Bowl é um anfiteatro no bairro de Hollywood Hills em Los Angeles, Califórnia. É usado principalmente para performances musicais. Sua capacidade é para 17 376 pessoas sentadas. Foi nomeado um dos 10 melhores locais de música ao vivo na América pela revista Rolling Stone em 2018.
O Hollywood Bowl é conhecido por seu formato de concha, com um característico conjunto de arcos concêntricos que embelezam o lugar desde 1929. O lugar está do lado oposto à Hollywood Hills e ao famoso Sinal de Hollywood a noroeste.
A "bacia" ("bowl") refere-se ao formato côncavo da encosta do morro no qual o anfiteatro foi construído. O Hollywood Bowl é propriedade do Condado de Los Angeles, além de ser a sede da Orquestra do Hollywood Bowl, a sede de verão da Orquestra Filarmônica de Los Angeles e o local de centenas de eventos a cada ano.
Localiza-se na 2301 North Highland Avenue.

## Conchas
No início, o Bowl era muito parecido com seu estado natural, apenas com bancos de madeira para a audiência. Em 1926, um grupo conhecido como Allied Architects (Arquitetos Aliados) foi contratado para refazer o lugar, provendo assentos permanentes e uma concha acústica. Estas melhoras deram ao lugar uma capacidade ampliada (o recorde de todos os tempos foi atingido em 1936, quando uma multidão de 26 410 pessoas esteve no anfiteatro para ouvir a cantora de ópera Lily Pons), mas por outro lado houve decepção, em função de a obra ter degradado a acústica natural, sendo a concha original considerada insatisfatória e visualmente fora de moda, com seus murais com navios a navegar.
Para a temporada de 1927, Lloyd Wright (filho do arquiteto Frank Lloyd Wright) construiu uma concha piramidal. Esta foi considerada a melhor concha que o Hollywood Bowl teve do ponto de vista técnico; infelizmente, sua aparência foi considerada por demais avant-garde, sendo demolida ao final daquela temporada. Entretanto, Wright teve uma segunda oportunidade, desta vez com a estipulação de que a concha tivesse um formato em arco.
Para a temporada de 1928, Wright construiu uma concha de fibra de vidro em arcos concêntricos de 120 graus, com painéis móveis internos que poderiam ser usados para ajuste dos detalhes acústicos. O projeto considerou a possibilidade de desmontagem e armazenamento entre as temporadas de concertos; aparentemente por razões políticas não foi feita e não sobreviveu ao inverno.
Para a temporada de 1929, os Allied Architects construíram a concha que ficou até 2003, com um revestimento de transite sobre uma estrutura metálica. Sua acústica, embora não tão boa quanto as dos projetos de Lloyd Wright, foram consideradas satisfatórias a princípio, e suas linhas limpas e brancas, com arcos quase semicirculares foram copiadas por muitos outros projetos. Conforme a acústica piorava, várias medidas foram tomadas para mitigar os problemas, desde uma concha interna feita com tubos de papelão na década de 1970, que foram substituídos na década seguinte por esferas de fibra de vidro (com projeto de Frank Gehry) que ficaram até 2003. Isto diminuiu o problema da acústica desfavorável, mas exigiu o uso massivo de amplificação eletrônica para atingir a totalidade da plateia, particularmente em função de o ruído de fundo ter aumentado ao longo dos anos..
Logo após o fim da temporada de verão de 2003 a concha de 1929 foi substituída por uma concha nova, maior e com melhor acústica, cuja estreia se deu na temporada de verão de 2004. Os conservadores se opuseram tenazmente à demolição por vários anos, citando a história da concha. Entretanto, mesmo quando foi construída, a concha de 1929 era (pelo menos acusticamente) apenas a terceira melhor na história, atrás de suas duas antecessoras (feitas por Lloyd Wright, filho de Frank Lloyd Wright). No final da década de 1970, o Hollywood Bowl tornou-se um problema acústico por causa do revestimento de transite. A nova concha incorpora os elementos não apenas da concha de 1929, mas das duas predecessoras, projetadas por Lloyd Wright. Durante a temporada de verão de 2004, o som melhorou muito, assim como os engenheiros de som aprenderam a trabalhar com sua acústica.
Ao mesmo tempo que a nova concha esta sendo construída a concha recebeu quatro novas telas de vídeo e torres. Durante a maioria dos concertos, três câmeras operadas por controle remoto na concha e uma quarta, com controle manual, dão à plateia as melhores visões em close-up dos músicos.

## Filmes
O Hollywood Bowl aparece nos seguintes filmes:
- A Star Is Born (1937) (1937)
- Hollywood Hotel (1937)[3] no qual Rosemary Lane canta para Dick Powell.
- Double Indemnity (1944)
- Anchors Aweigh (1945) com Gene Kelly, Frank Sinatra e José Iturbi.
- Hollywood or Bust (1956)
- Columbo: Étude in Black (1972)
- Xanadu (1980)
- Monty Python Live at the Hollywood Bowl (1982)
- Some Kind of Wonderful (1987)
- Beaches (1988), quando o personagem de Bette Midler está ensaiando para um concerto no Bowl.
- Escape from L.A. (1996)
- Lost & Found (1999)
- Shrek 2 (2004), no extra do DVD Far Far Away Idol (paródia de American Idol
- Yes Man (2008)

## Televisão
O Hollywood Bowl é mostrado na série de televisão Californication, em 2008 no episódio 9 ("La Ronde"), da segunda temporada: nele, Ashby sai com Karen para um encontro e a surpreende com um concerto particular de Lili Haydn no Hollywood Bowl.